# 한우경
한우경(1975년 9월 24일 ~ ) 대한민국의 기상 캐스터이다. 1998년 KBS 공채 아나운서로 입사해, 2001년 3월부터 이듬해 2002년 4월까지 KBS 뉴스9에 단독 여성 캐스터를 맡았다.

## 학력
- 여의도여자고등학교
- 고려대학교 국어국문학과
- 연세대학교 언론홍보대학원 방송영상학 석사

## 진행

### TV
- KBS 1TV TV 내무반 신고합니다 2001년 11월
- KBS 1TV KBS 뉴스 9 기상캐스터 2001년 3월
- KBS 2TV 뉴스투데이 기상캐스터 2001년 4월 30일 ~ 2001년 11월 2일
- KBS 2TV 클릭! 날씨@생활 2000년 5월 ~ 2001년 11월
- KBS 뉴스라인 기상캐스터 1999년 4월 ~ 2001년 4월
- KBS 뉴스8 기상캐스터 1999년 2월 ~ 1999년 4월
- KBS 뉴스 5 기상캐스터 1999년 1월 ~ 2001년 4월

### 라디오
- wbs 원음방송 뮤직사이클 (2002년)
- KBS 제3라디오 한우경의 날씨이야기 (2003년)